# NGC 1316
NGC 1316 (également nommée Fourneau A ou Fornax A) est une très vaste galaxie lenticulaire situé dans la constellation du Fourneau. Elle a été découverte par l'astronome écossais James Dunlop en 1826.

## Caractéristiques
Sa vitesse par rapport au fond diffus cosmologique est de 1 694 ± 8 km/s, ce qui correspond à une distance de Hubble de 25,0 ± 1,8 Mpc (∼81,5 millions d'al).

### Estimation de la distance
Au moins deux méthodes ont été utilisées pour estimer la distance de NGC 1316 : la fluctuation de la brillance de surface (SBF) en 2003 et la fonction de luminosité des nébuleuses planétaires (PNLF) en 2006.
Puisqu'il s'agit d'une galaxie lenticulaire, il n'est pas approprié d'appliquer la méthode des céphéides variables. En utilisant la méthode SBF, une distance de 20,0 ± 1,6 Mpc (∼65,2 millions d'al) a été obtenue à l'aide. Avec la méthode PNLF, 45 possibilités de nébuleuses planétaires ont été décelées et ont donné une distance estimée à 17,9 ± 0,9 Mpc (∼58,4 millions d'al). En effectuant la moyenne, la distance est évaluée à 19,0 ± 0,9 Mpc (∼62 millions d'al).
Le site NASA/IPAC rapporte 106 mesures obtenues de diverses méthodes non basées sur le décalage vers le rouge (redshift). La moyenne de ces mesures donne une distance de 19,167 ± 5,900 Mpc (∼62,5 millions d'al), ce qui est à l'extérieur des valeurs de la distance de Hubble, qui correspond aux valeurs précédemment indiquées.

## Radiogalaxie
NGC 1316 est une radiogalaxie qui présente un jet émettant des ondes radio. Elle est la quatrième source radio astronomique la plus intense (observée à 1400 MHz). C'est aussi est une galaxie LINER, c'est-à-dire une galaxie dont le noyau présente un spectre d'émission caractérisé par de larges raies d'atomes faiblement ionisés.

## Morphologie et formation

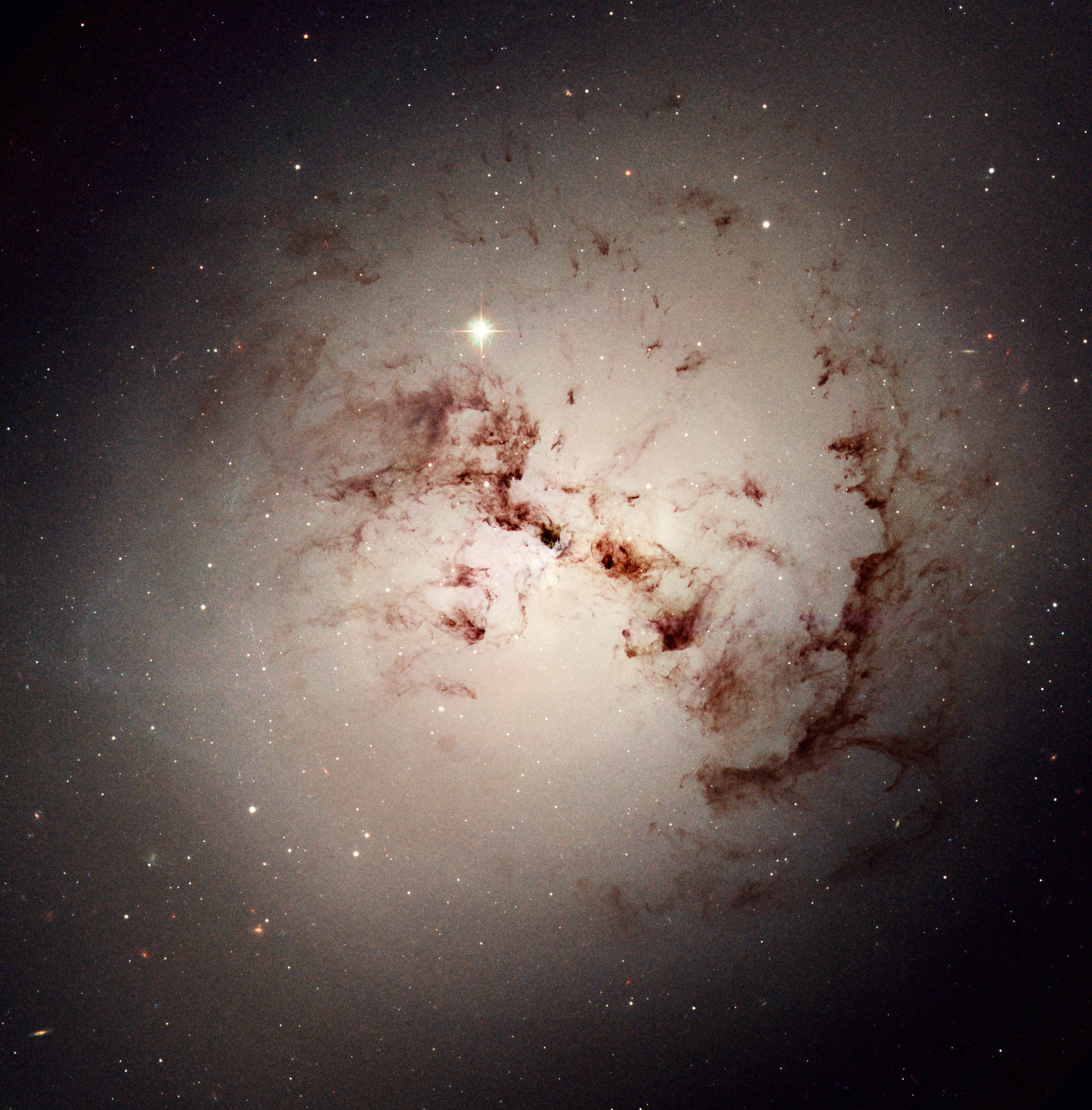
Photographie de la galaxie lenticulaire géante NGC 1316 prise par le télescope spatial Hubble en 2005.

Des études ont révélé que la galaxie semble ressembler à une galaxie elliptique avec des bandes de poussières inhabituelles. L'enveloppe extérieure contient de nombreuses ondulations, des boucles et des arcs. La présence d'un disque de gaz compact à proximité du centre, incliné par rapport aux étoiles et qui semble tourner plus rapidement qu'elles, a également été observé. En se basant sur ces observations, François Schweizer a postulé que cette galaxie provient de la collision de plusieurs galaxies plus petites. Ces collisions pourraient également avoir alimenté le trou noir supermassif au centre de la galaxie, qui a une masse estimée de 130 à 150 millions de fois la masse du Soleil avec des gaz qui font de cette galaxie une radiogalaxie. Il déclare également que NGC 1316 est comparable aux galaxies elliptiques géantes trouvées dans les centres d'autres amas de galaxies.
En utilisant la spectroscopie de ses amas globulaires les plus brillants, la fusion est estimée avoir eu lieu il y a environ 3 milliards d'années. Il a été proposé aussi que NGC 1316 peut être une galaxie en évolution qui finira par devenir un système dominé par un gros bulbe galactique, semblable à celui de la galaxie du Sombrero.

## Amas du Fourneau

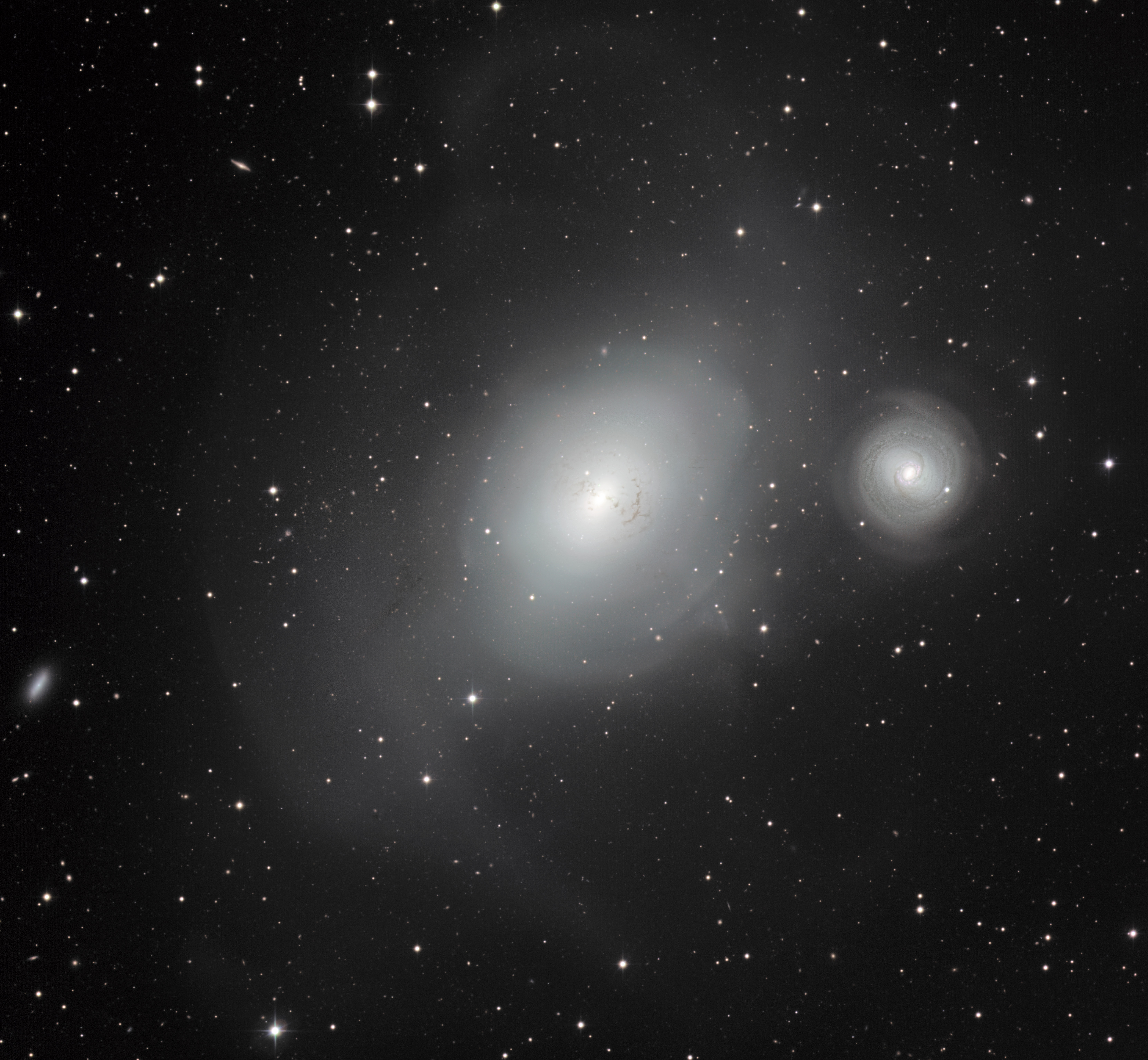
Proximité de la galaxie spirale NGC 1316 (gauche) et de la galaxie lenticulaire NGC 1317 (droite).

NGC 1316 est située en périphérie de l'amas du Fourneau. Elle semble être en interaction avec NGC 1317, une petite galaxie spirale. Cependant, cette petite galaxie spirale ne semble pas être suffisamment grande pour causer des distorsions observées dans la structure de la galaxie.

### Paire de galaxies?
Les distance de NGC 1316 et de NGC 1317 sont similaires et elles sont rapprochées sur la sphère céleste. Elle pourrait donc former une paire réelle de galaxie, mais cette caractéristique n'est pas mentionnée dans les sources consultées.

## Supernova
Quatre supernovas ont été découvertes dans NGC 1316 : SN 1980N, SN 1981D, SN 2006mr et SN 2006dd.

### SN 1980N
Cette supernova a été découverte le 7 décembre 1980 par l'astronome chilienne Marina Wischnjewsky de l'université de Santiago. Cette supernova était de type Ia.

### SN 1981D
Cette supernova a été découverte le 1er mars 1981 par l'astronome amateur australien Robert Evans. Cette supernova était de type Ia.

### SN 2006mr et SN 2006dd
Ces deux supernovas ont été découvertes le 11 mai et le 19 juin 2006 par l'astronome amateur sud africain Berto Monard. Ces deux supernovas étaient de type Ia.

## Groupe de NGC 1316 et l'amas du Fourneau
NGC 1316 est la plus grosse et la plus brillante galaxie d'un groupe qui porte son nom. Le groupe de NGC 1316 fait partie de l'amas du Fourneau et il comprend au moins 20 galaxies, dont les galaxies IC 335, NGC 1310, NGC 1316, NGC 1317, NGC 1341, NGC 1350, NGC 1365, NGC 1380, NGC 1381, NGC 1382 et NGC 1404.